# Джентиле, Алессандро
Алессандро Джентиле (итал. Alessandro Gentile; род. 12 ноября 1992 года в Маддалони, Италия) — итальянский профессиональный баскетболист, играющий на позициях атакующего защитника и лёгкого форварда. На драфте НБА 2014 года был выбран под общим 53-м номером клубом «Миннесота Тимбервулвз».

## Карьера

### Клубная

#### Юниоры (2009—2011)
В 2006 году Джентиле начал выступать за молодёжную команду «Виртус» (Болонья).
С 2007 по 2009 год Джентиле играл за юниорские команды в составе «Тревизо Баскет». В 2009 году он подписал контракт с мужской взрослой командой Тревизо, а в сезоне 2009 –10 он провел 24 игры в лиге высшего уровня Италии LBA, набирая в среднем 3,4 очка и 1,2 подбора за игру. В 2011 году он выиграл награду «Лучший игрок итальянской лиги до 22 лет».

#### Олимпия Милан (2009—2011)
В декабре 2011 года перешёл в «Олимпию Милан», контракт рассчитан на срок до 2015 года. В составе «Олимпии» 22 декабря 2011 года дебютировал в Евролиге в матче против белградского «Партизана».
В сезоне 2013–14 годов Джентиле провел отличный сезон, набирая в среднем 11,4 очка, 2,4 подбора и 2,3 передачи за 21 матч в Евролиге. В июне 2014 года, после того как «Милан» выиграл свой 26-й чемпионат итальянской лиги, Джентиле был назван MVP финала итальянской лиги.
В июле 2014 года Джентиле подписал новый трехлетний контракт с «Миланом». Год спустя, в 2015 году, капитан Милана продлил соглашение до 2018 года, заключив новый трехлетний контракт с клубом. 6 октября 2015 года Джентиле играл против команды НБА «Бостон Селтикс» в турнире NBA Global Games.

#### Панатинаикос (2016—2017)
Джентиле был отправлен в аренду в греческий клуб «Панатинаикос» в декабре 2016 года. Однако «Милан» сохранил свои права на игрока до сезона 2017/18.

#### Хапоэль Иерусалим (2017)
Он был исключен «Панатинаикосом» в марте 2017 года и закончил сезон 2016/17, играя в аренде за «Хапоэль Иерусалим» в израильской Суперлиге и готовясь к предстоящему Чемпионату Европы по баскетболу 2017.

#### Виртус Болонья (2017—2018)
18 июля 2017 года Джентиле подписал контракт с итальянским клубом «Виртус Болонья» на сезон 2017/18.

#### Эстудиантес (2018—2019)
30 октября 2018 года Джентиле подписал годовой контракт с испанским клубом «Эстудиантес».

#### Доломити Энергия (2019—2020)
26 сентября 2019 года Джентиле подписал контракт с итальянской командой «Доломити Энергия».

#### Эстудиантес (2020—2021)
29 сентября 2020 года Джентиле подписал трехмесячный контракт с «Эстудиантес» и вернулся в Чемпионат Испании по баскетболу.
Позднее игрок продлил соглашение с клубом до конца сезона 2020/21. В апреле 2021 года Джентиле объявил о завершении выступлений в сезоне по причине сложно перенесенного COVID-19. Игрок заявил, что даже спустя несколько месяцев после выздоровления, все еще страдает от побочных эффектов вируса и не в состоянии полноценно тренироваться и помочь команде на площадке.

#### Варезе (2021—2022)
25 июня 2021 года Джентиле подписал контракт с клубом «Варезе» из чемпионата Италии по баскетболу. В среднем за игру он набирал 14,8 очка и 4,9 подбора. 27 января 2022 года Джентиле покинул расположение клуба.

#### Бриндизи (2022)
28 января 2022 года Джентиле подписал контракт с командой «Бриндизи» из чемпионата Италии по баскетболу.
20 июня 2022 года клуб расстался с игроком.

#### Удине (2022—настоящее время)
15 декабря 2022 года Джентиле подписал контракт с клубом «Удине» из второго итальянского дивизиона до конца сезона.

### Драфт НБА
26 июня 2014 года Джентиле на драфте НБА 2014 года был выбран под общим 53-м номером клубом «Миннесота Тимбервулвз». В этот же день права на игрока были проданы в «Хьюстон Рокетс».
19 августа 2018 года Джентиле было сообщено о намерении пригласить игрока в «Хьюстон Рокетс», но переход так и не состоялся. Позднее, Хьюстон Рокетс отозвал заявку, игрок так и не переехал играть в НБА.

### Сборная Италии
С 2006 года Джентиле выступает за сборные Италии различных возрастов, в составе молодёжной сборной до 20 лет в 2011 году завоевал серебряную медаль на чемпионате Европы. С 2011 года – игрок первой сборной Италии. Он играл за сборную на Евробаскете 2013 и Евробаскете 2015.  Он также принимал участие в играх квалификации на олимпийском турнире ФИБА, который проходил в Турине в 2016 году.

## Личная жизнь
Алессандро — сын итальянского баскетболиста, Фердинандо Джентиле, ранее выступавшего за сборную Италии. Алессандро путешествовал по Италии и Европе, следуя за своим отцом во время его игровой карьеры. У игрока есть старший брат Стефано, он также является профессиональным баскетболистом. Братья выступали вместе за молодежную команду Панатинаикоса в Греции, в то время как его отец играл за старшую команду клуба. Кроме этого, братья вместе играли в национальной сборной Италии по баскетболу и клубе «Виртус» из Болоньи.

## Достижения

### Клубные
Олимпия Милан
- Чемпион Италии (2): 2013/14, 2015/16
- Обладатель Кубка Италии: 2016
- Обладатель Суперкубка Италии: 2016

 Панатинаикос
- Обладатель Кубка Греции: 2017

Итого: 5 трофеев

### Международные
Италия
- Серебряный призёр чемпионата Европы по баскетболу среди молодёжных команд (до 20 лет) : 2011

### Индивидуальные
- Участник «Матча всех звёзд» чемпионата Италии (2): 2011, 2013
- Лучший молодой игрок чемпионата Италии (до 22 лет) (2): 2011, 2014
- MVP финала чемпионата Италии: 2014
- Баскетболист года в Италии: 2014